# Borda de Ribera (Castellnou d'Avellanos)
La Borda de Ribera és una borda del terme municipal de Sarroca de Bellera, del Pallars Jussà, dins de l'antic terme ribagorçà de Benés.
Està situada a ponent del poble de Castellnou d'Avellanos, a l'esquerra de la Valiri, prop de la llera del riu, al nord de l'ermita de Sant Joan.